# Cefuzonam
Cefuzonam (INN) là một loại kháng sinh cephalosporin thế hệ thứ hai.